# Giampiero Pinzi
Giampiero Pinzi (Rome, 11 maart 1981) is een Italiaans voormalig voetballer. Hij kwam het grootste deel van zijn loopbaan uit voor Udinese en speelde in totaal meer dan vijftien seizoenen in de Serie A, het hoogste niveau van Italië.
Pinzi speelde in 2005 zijn eerste en tevens enige interland namens het Italiaans voetbalelftal.

## Clubcarrière
Pinzi speelde in de jeugd van Lazio. Hij maakte op 2 november 1999 zijn debuut in het betaald voetbal in de Champions League tegen Dynamo Kiev. In juli 2000 tekende hij een contract bij Udinese. Hij maakte zijn debuut op 26 september 2000 in de UEFA Cup tegen Polonia Warschau. In augustus 2008 werd hij voor de duur van twee seizoenen verhuurd aan Chievo Verona waar hij tot 66 competitiewedstrijden kwam waarin hij 4 keer wist te scoren.
Hij keerde in juli 2010 weer terug bij Udinese, waar hij − na het vertrek van Gaetano D'Agostino en Simone Pepe − samen met Gökhan Inler en Kwadwo Asamoah het centrale middenveld vormde in Udinese's nieuwe 3−5−2 formatie (of 5−3−2). Na het vertrek van Alexis Sánchez naar FC Barcelona ging Pinzi spelen als aanvallende middenvelder. In oktober 2012 verlengde hij zijn contract bij Udinese tot medio 2016.
In augustus 2015 besloot hij Udinese na 15 jaar te verlaten. Hij tekende op 31 augustus 2015 een contract tot medio 2017 bij Chievo Verona, waar hij van 2008 tot 2010 al op huurbasis speelde. Hierna kwam hij uit voor de lager spelende clubs Brescia en Padova. Met laatstgenoemde werd Pinzi in 2018 kampioen van de Serie C. Aan het einde van het volgende seizoen (2018/19) hing hij zijn voetbalschoenen aan de wilgen.

## Interlandcarrière
Pinzi kwam uit voor verschillende Italiaanse jeugdelftallen. Hij won met Italië onder 21 het EK in 2004. Pinzi nam met het Italiaans olympisch voetbalelftal deel aan de Olympische Spelen van 2004 in Athene. Daar won de ploeg onder leiding van bondscoach Claudio Gentile de bronzen medaille door Irak in de troostfinale met 1-0 te verslaan.
Op 30 maart 2005 maakte hij onder bondscoach Marcello Lippi zijn debuut in het Italiaans voetbalelftal. In een vriendschappelijke wedstrijd tegen IJsland kwam Pinzi 16 minuten voor tijd het veld in als vervanger van Simone Barone.

## Statistieken
| Seizoen         | Club                 | Land            | Competitie      | Competitie | Competitie | Beker | Beker | Internationaal | Internationaal | Totaal | Totaal |
| Seizoen         | Club                 | Land            | Competitie      | Wed.       | Dlp.       | Wed.  | Dlp.  | Wed.           | Dlp.           | Wed.   | Dlp.   |
| --------------- | -------------------- | --------------- | --------------- | ---------- | ---------- | ----- | ----- | -------------- | -------------- | ------ | ------ |
| 1999/00         | Lazio                | Italië          | Serie A         | 0          | 0          | 0     | 0     | 1              | 0              | 1      | 0      |
| 2000/01         | Udinese              | Italië          | Serie A         | 10         | 0          | 1     | 0     | 4              | 0              | 15     | 0      |
| 2001/02         | Udinese              | Italië          | Serie A         | 28         | 2          | 3     | 0     | 0              | 0              | 31     | 2      |
| 2002/03         | Udinese              | Italië          | Serie A         | 29         | 3          | 0     | 0     | 0              | 0              | 29     | 3      |
| 2003/04         | Udinese              | Italië          | Serie A         | 27         | 2          | 2     | 0     | 2              | 0              | 31     | 2      |
| 2004/05         | Udinese              | Italië          | Serie A         | 30         | 1          | 2     | 0     | 2              | 1              | 34     | 2      |
| 2005/06         | Udinese              | Italië          | Serie A         | 13         | 0          | 1     | 0     | 3              | 0              | 17     | 0      |
| 2006/07         | Udinese              | Italië          | Serie A         | 32         | 1          | 3     | 1     | 0              | 0              | 35     | 2      |
| 2007/08         | Udinese              | Italië          | Serie A         | 13         | 0          | 0     | 0     | 0              | 0              | 13     | 0      |
| 2008/09         | Chievo Verona (huur) | Italië          | Serie A         | 34         | 1          | 0     | 0     | 0              | 0              | 34     | 1      |
| 2009/10         | Chievo Verona (huur) | Italië          | Serie A         | 32         | 3          | 3     | 0     | 0              | 0              | 35     | 3      |
| 2010/11         | Udinese              | Italië          | Serie A         | 34         | 1          | 1     | 0     | 0              | 0              | 35     | 1      |
| 2011/12         | Udinese              | Italië          | Serie A         | 28         | 2          | 0     | 0     | 8              | 0              | 36     | 2      |
| 2012/13         | Udinese              | Italië          | Serie A         | 19         | 3          | 1     | 0     | 5              | 0              | 25     | 3      |
| 2013/14         | Udinese              | Italië          | Serie A         | 23         | 1          | 4     | 0     | 3              | 0              | 30     | 1      |
| 2014/15         | Udinese              | Italië          | Serie A         | 19         | 1          | 2     | 0     | 0              | 0              | 21     | 1      |
| 2015/16         | Chievo Verona        | Italië          | Serie A         | 18         | 0          | 0     | 0     | 0              | 0              | 18     | 0      |
| 2016/17         | Brescia              | Italië          | Serie B         | 31         | 1          | 0     | 0     | 0              | 0              | 31     | 1      |
| 2017/18         | Padova               | Italië          | Serie C         | 29         | 0          | 0     | 0     | 0              | 0              | 29     | 0      |
| 2018/19         | Padova               | Italië          | Serie B         | 6          | 0          | 0     | 0     | 0              | 0              | 6      | 0      |
| Carrière totaal | Carrière totaal      | Carrière totaal | Carrière totaal | 455        | 22         | 23    | 1     | 28             | 1              | 506    | 24     |